# 妙厳寺 (葛飾区)
妙厳寺（みょうごんじ）は、東京都葛飾区にある真言宗豊山派の寺院。新四国四箇領八十八箇所霊場第18番札所。

## 歴史
1415年（応永22年）に開山された。正福寺の過去帳に「永享9年（1437年）」の年代とともに当寺の記述があるので、15世紀前期には既に存在していることが確認できる。
その後1558年（永禄元年）に海鎮法印が中興した。
1855年（安政2年）の大地震で本堂は倒壊した。1881年（明治14年）に再建されている。

## 交通アクセス
- 京成立石駅より徒歩19分（経路案内）。